# ثعبان العيون (فلم)
ثعبان العيون (بالإنجليزية: Snake Eyes) هو فيلم جريمة صدر في سنة 1998. الفيلم من إخراج براين دي بالما من بطولة نيكولاس كيج وغاري سينيز وكارلا جوجينو ولويس غوزمان.

## الميزانية والإيرادات
بلغت تكلفة إنتاج الفيلم حوالي 73 مليون دولار بينما حقق أرباحا تقدر بـ 103891409 دولار.

## وصلات خارجية
- مقالات تستعمل روابط فنية بلا صلة مع ويكي بيانات